# Provincia de Santander (España)

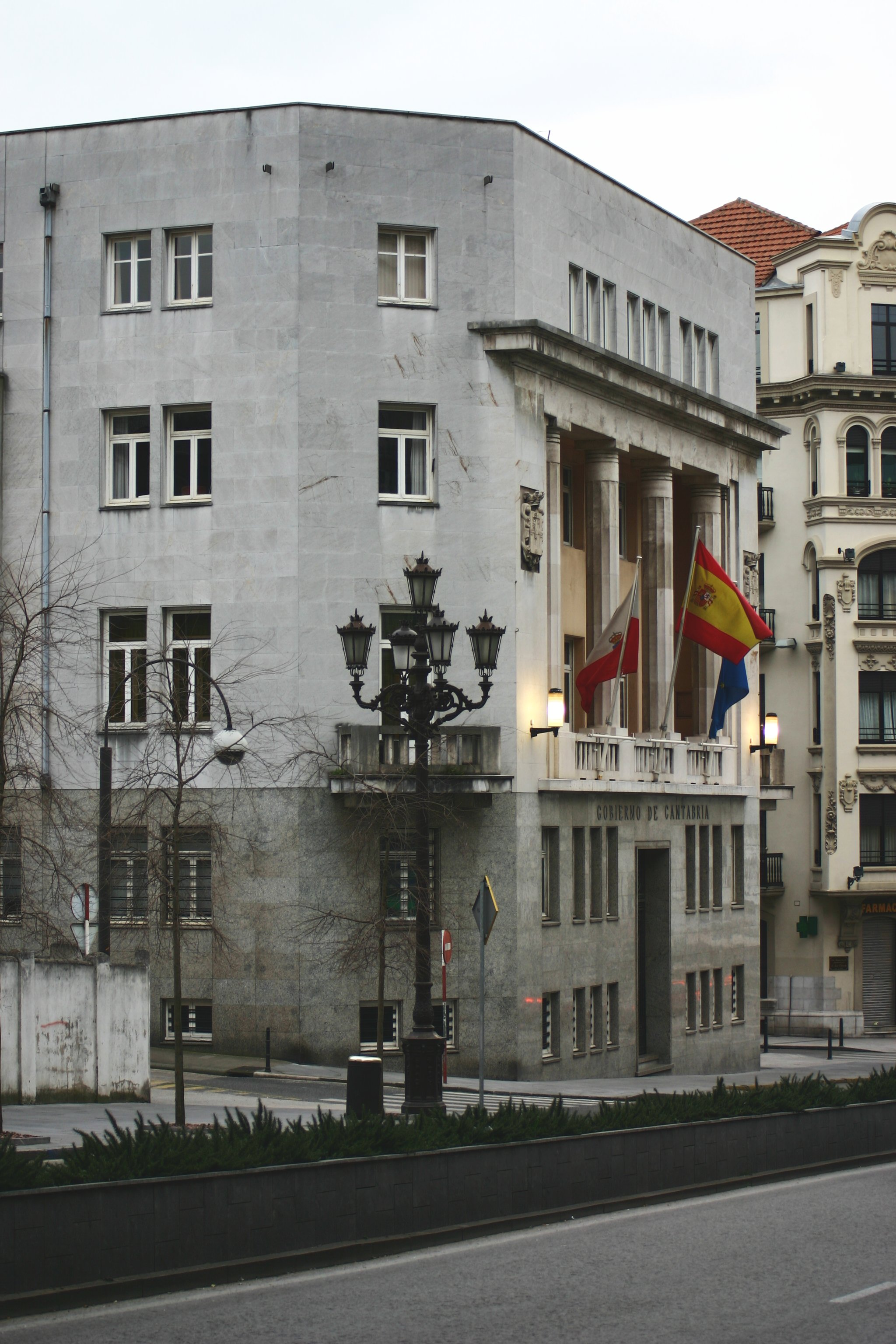
Edificio de la antigua sede de la Diputación Provincial y posteriormente del Gobierno autonómico en la ciudad de Santander, actualmente desaparecido.

Santander fue una antigua provincia española con vigencia legal entre el 30 de noviembre de 1833 y el 30 de enero de 1982, momento en el que cambió su nombre por el de «provincia de Cantabria», tal como establece la disposición final única del Estatuto de Autonomía de Cantabria, ordenamiento que además convertía al territorio de la provincia en la comunidad autónoma de Cantabria. Hasta ese momento formaba parte nominalmente de la región clasificatoria de Castilla la Vieja.
La capitalidad de la provincia estaba ubicada en la ciudad de Santander. Según el Real Decreto de 30 de noviembre de 1833 sobre la división civil de territorio español en la Península e islas adyacentes en 49 provincias, Santander formaba parte de Castilla la Vieja junto a las provincias de Burgos, Logroño, Soria, Segovia, Ávila, Valladolid y Palencia. Sin embargo, al igual que el resto de las regiones definidas en esta división territorial de 1833, Castilla la Vieja carecía de cualquier función jurisdiccional o administrativa, no existiendo ningún nivel administrativo superior al provincial, teniendo un carácter meramente clasificatorio.
En el momento de su creación, la provincia de Santander aglutinó dentro sus límites administrativos a la mayor parte del territorio denominado por sus propios habitantes como La Montaña. Desde finales del siglo XVII también se llamó «Cantabria» al territorio. Esporádicamente, entre finales del siglo XVII y comienzos del XIX, fue también empleado el término «Provincia de Cantabria» aunque sin aludir a un espacio político cántabro definido ya que durante el Antiguo Régimen el término «Provincia», aparte de su concepto político-administrativo, también se empleaba como referencia geográfica.

Los diputados que hemos concurrido a esta villa de Santander a conferir los negocios pendientes y tocantes a este partido de las cuatro villas de esta costa de la Provincia de Cantabria (…).
Junta General de las jurisdicciones cántabras de Peñas al Mar con el objetivo de convertirse en una Provincia reconocida por la Corona. Villa de Santander. 1727.

Igualmente se celebra fiesta á María Santísima por su Real Congregación de Nacionales de las Montañas de Burgos , Provincia de Cantabria, que con el título de Bien Aparecida se venera en la Iglesia del Convento de S. Felipe el Real.
Diario curioso, erudito, económico y comercial. Madrid. 8 de septiembre de 1786

(...)¡Oh Patria amada!¡Dichosa Cantabria!.¡Señala en tus fastos el día feliz destinado para instituir la Sociedad Económica, que tanta ventura ofrece a la Montaña!(...).
Oración Inaugural dirigida a la Sociedad Cantábrica. Por Don Joseph María Calderón de la Barca. 1791

A partir del siglo XVIII existe en los múltiples documentos escritos por los nativos del territorio una real coexistencia en el uso de los términos «Cantabria» y «La Montaña» para referirse a su tierra. Sin embargo, en el lenguaje oral, «La Montaña» fue la denominación común y general con la que los habitantes se referían a su tierra, siendo esto así entre aproximadamente los siglos XIV hasta finales del siglo XX. Por otra parte, el gentilicio de «santanderinos» originado en 1833 para los habitantes de la flamante provincia resultaba novedoso en un territorio donde los naturales se había venido denominando a sí mismos como «cántabros» o «montañeses», siendo «santanderinos» únicamente los habitantes de la capital de la provincia.

La Sociedad está bien persuadida de que los Cántabros o Montañeses mirarán como los objetos de su compasión al Labrador, Artista, Negociante, y Pescador, cuya prosperidad está combinada con la del Estado.
Circular de la Sociedad Cantábrica. Madrid. 1797.

Testimonio autorizado de los hechos de los verdaderos Cántabros o Montañeses en defensa de la Ciudad de Buenos Ayres.
 Pedro de Velasco. Secretario de S.M. Lima. 1808. 45 págs. Reimpreso en la Imprenta Real de Niños Expósitos.

(...) Comúnmente esta región es llamada La Montaña. No existe apoyo legal para ello, aunque sí el poderoso de la "vox populi". La denominación de "Provincia de Santander" data de muy poco más del siglo y medio. Cantabria, en efecto, es un nombre metido en los entresijos de quienes han venido usándolo como símbolo racial.(...)Resulta, pues, difícil pronunciarse en este resucitado "pleito doméstico". La provincia tenía, de antiguo, el apelativo antonomástico de La Montaña (no se necesita recurrir al poema de Fernán González, ni a Braun, para argüir razones). La Montaña no ha sido nunca nombre oficial. Por otro lado, olvidamos que también, en otras regiones, llaman La Montaña a determinadas zonas propias. Si "Provincia de Santander" se llama, a lo que hemos visto, desde hace 160 años, no menos cierto es que ha permanecido en latencia el de Cantabria, de fuerte vigencia como símbolo de raza". (...)
 Un nombre para una Provincia. Por José Simón Cabarga, Cronista Oficial de la Ciudad de Santander. Periódico Alerta. 11 de abril de 1963.

Desde el siglo XVIII, los habitantes del territorio, carentes entonces de unidad política al pertenecer a diferentes provincias de Castilla, intentaron constituir un marco institucional propio siempre bajo el nombre de Provincia de Cantabria. La aspiración se haría realidad a comienzos del siglo XIX aunque bajo la nomenclatura de Provincia de Santander. A pesar de esta última denominación, el nombre de «Cantabria» y el gentilicio «cántabro» siguieron vigentes entre los naturales de la provincia, siendo además reivindicados para su oficialidad en diversas ocasiones, coexistiendo como había venido siendo habitual con el nombre de «La Montaña» y el gentilicio «montañés» teniendo estos últimas denominaciones un carácter más popular y común.

## Origen y controversia acerca de su denominación

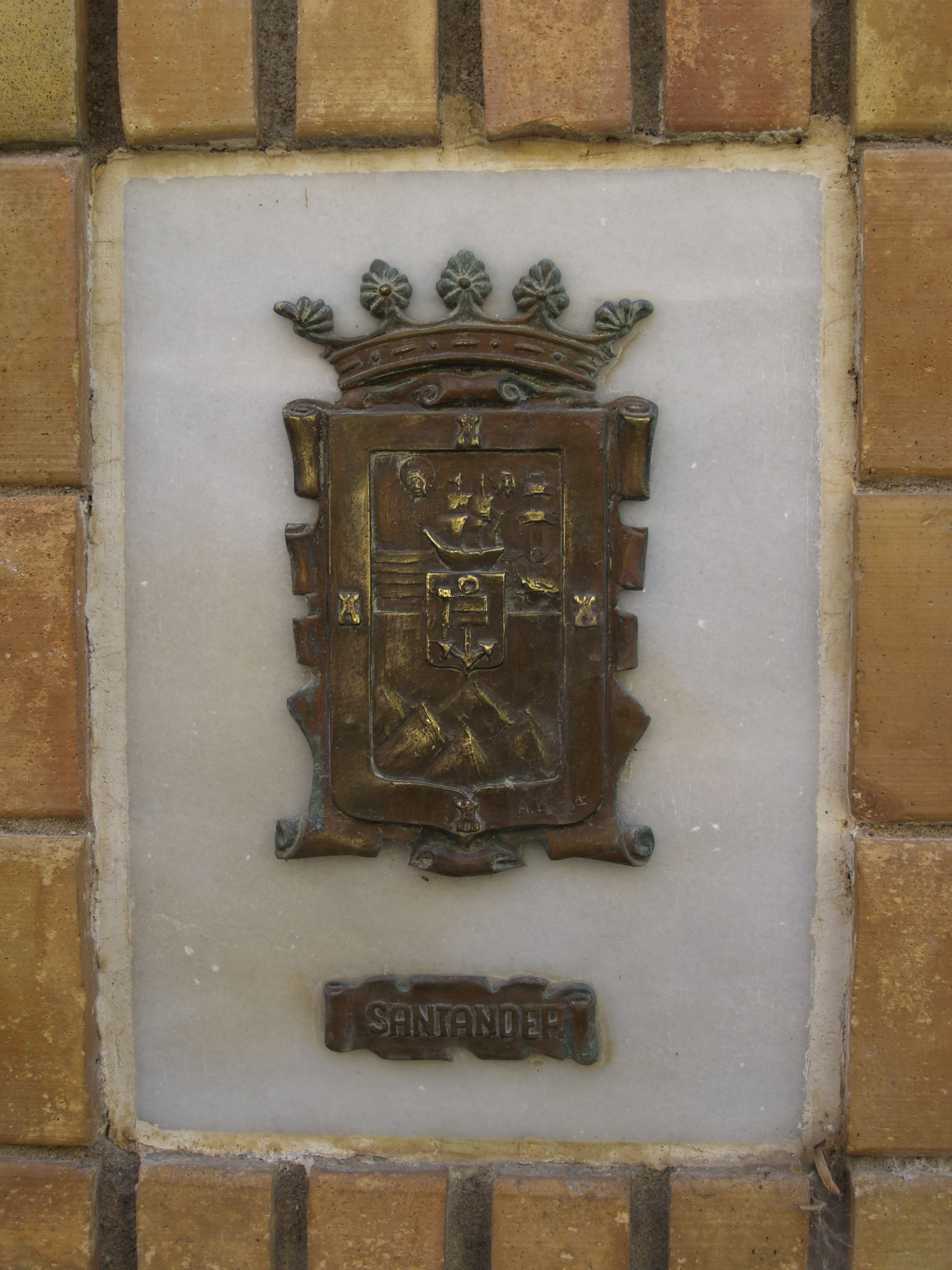
Escudo de Santander en la Fuente de los 50 caños de Segorbe

A mediados del siglo XVIII ya se empieza a plantear una reforma territorial del Estado. En un fracasado Proyecto económico, en que se proponen varias providencias, dirigidas á promover los intereses de España, con los medios y fondos necesarios para su plantificación escrito en el año 1762 por Bernardo Ward, del Consejo de S.M y su Ministro de la Real Junta de Comercio y Moneda de 1779 se nombra a esta región con ambas denominaciones. En este proyecto realizado por el economista irlandés Bernard Ward se pretendía una división en Departamentos para el Reino de España dónde «Cantabria» o «Montaña» quedaba agrupada en una misma entidad junto a Vizcaya (equivalente a la actual Euskadi) y Navarra:

Se dividirá el Reyno en trece departamentos, que serán: 1º: Galicia, 2º: El Reyno de León y Asturias, 3º: Vizcaya, Cantabria, o Montaña, y Navarra, 4º: El Reyno de Aragón, 5º: Cataluña, 6º: Valencia, 7º: Murcia y Granada, 8º: Andalucía, 9º: Extremadura, 10º y 11º: Castilla la Vieja con la Rioja que por su extensión e importancia formará dos Departamentos: y asímismo 12º y 13º: Castilla la Nueva incluyendo la Mancha y la Alcarria.
Proyecto económico, en que se proponen varias providencias, dirigidas á promover los intereses de España, con los medios y fondos necesarios para su plantificacion escrito en el año 1762 por D.Bernardo Ward, del Consejo de S.M y su Ministro de la Real Junta de Comercio y Moneda. Obra póstuma. Segunda Impresión. Joachim Ibarra. Impresor de S.M. (1779)

Es el siglo XVIII cuando más se acrecienta el deseo de los naturales del territorio por construir un cuerpo de provincia para Cantabria, pues este era el nombre que siempre proyectaron como nombre legal de la futura provincia. De este modo se expresaba el trasmerano de Liérganes José Martínez Mazas, deán de la Santa Iglesia de Jaén por entonces, en sus Memorias antiguas y modernas de la Iglesia y Obispado de Santander escritas en 1777:

Hemos sido hechos ridiculos por los estraños, hasta en los teatros públicos, y el nombre solo de Montaña y Montañeses ha vastado para componer el vejamen de tantos hombres ylustres, como por otra parte han salido y salen continuamente deese Pays. En lo ecleseastico, hasta la erección del nuevo Obispado, hemos pasado como apéndice del Arzobispado de Burgos, y como terreno el mas inculto, el mas ingrato, y por lo mismo el mas desatendido de su viña. Solo nos han estimado quando nos han perdido. En lo politico y civil también hemos dependido bastante de aquella Capital. Ya es razon que en adelante vindique la Cantabria sus propias glorias, y traten los naturales de hacerse Justicia, convirtiendo en su utilidad las ventajas de su ingenio. Un Pays no es mas recomendable porque es mas llano, o mas abundante de aquellos frutos que sirven del sustento del hombre; son innumerables las especies que se necesitan para el esplendor, aumento y conservación de una Monarquía, y sobre todo son necesarios hombres, yngenios y habilidades, y no se que en esta parte sea mas fecunda alguna otra Provincia de España. Lo que necesitamos nosotros es saber aprovecharnos de nuestras ventajas, y no hacer ricos a otros con nuestros desordenes.

Otro cántabro, José Manso Bustillo, en un informe titulado Estado de las Fábricas, Comercio, Industria y Agricultura en las Montañas de Santander y finalizado en diciembre de 1798, expresaba que:

Sobre todo haria el colmo de la felicidad de este Pais su separacion de la provincia de Burgos, segun la Naturaleza la señala por una cordillera de Montañas elevadisimas que tienen su direccion de oriente a poniente o tomando por limites el Rio Ebro desde su nacimiento conforme esta delineado para el districto que ha de tener la sociedad Cantabrica. . (...)La politica no se interesa menos en esta separacion, por que la Yntendencia de Burgos tiene una extension irracional que no puede seguir un solo sugeto: a saver, cerca de 40 leguas S. N. desde el Corregimiento de Aranda de Duero hasta Santander: de modo que aunque se cercenasen de ella las 12 leguas poco mas o menos que hay desde el Ebro a la Mar para exigir la Intendencia de Cantabria, quedava todavía la primera con sobrada extension, y esta con 25 leguas de longitud desde Vizcaya a Asturias, sobre las 12 su latitud que se señalan entre los dos puntos del rio Ebro, y la Mar.

Aunque los habitantes del territorio también designaban a su tierra con el nombre de «La Montaña», algunos pensaban que esta denominación incitaba a los demás españoles a pensar que Cantabria era un territorio atrasado respecto al resto de España. El 23 de junio de 1820, Félix Cavada, en su discurso en el Ateneo Español de Madrid el mismo día de su inauguración, decía acerca de Cantabria que:

Alucinado el vulgo por lo que oyó hablar de ella a individuos que acaso jamás la vieron, llevado por decirlo así, del nombre que impropiamente le han dado de Montaña, forma de este país un concepto enteramente errado, por lo general lo cree áspero, sujeto a un temperamento rudo, desprovisto de establecimientos para la instrucción pública, y finalmente habitado solo por hombres que no dan muestra de serlo, sino en sus preocupaciones..

A comienzos del siglo XIX fue el nombre de «Cantabria»  el que utilizó el territorio para autodenominarse ante la invasión francesa de los ejércitos napoleónicos. Fue la Provincia de Cantabria quien ofreció la Capitulación al General en Jefe del Ejército Francés cuando las tropas napoleónicas estaban conquistando el territorio cántabro:

Capitulación que la Junta General de la Provincia de Cantabria establecida en la Ciudad de Santander propone al Sr. General en Jefe del Ejército Francés que viene por el camino real de Reinosa: 1ª. La Provincia de Cantabria representada por una Junta General habiendo sido forzada por el Pueblo a tomar las Armas en su defensa, vuelve a reconocer al presente Gobierno de Madrid, y quiere seguir la Ley General de la Nación Española. 2ª. Pide al Sr. General del Ejército Francés un olvido de todo lo pasado; Indulto general y particular de todas las personas en la Provincia sin excepción; la conservación individual de todas las propiedades, de todos los empleados militares y civiles en sus respectivos servicios. 3ª. Ofrece contribuir eficazmente a que se desarmen todos sus naturales. 4ª. Y para que el pueblo no abuse otra vez de la fuerza pide al Sr. General una guarnición de mil hombres en Santander. Para entregar esta capitulación ha nombrado la Junta a Don José María Gutiérrez de Palacio, Caballero de la Distinguida Real Orden de Carlos III, y Maestre de Ronda, a D. Francisco Sayús, Cónsul primero del Real Consulado de esta Ciudad, y al Caballero Oficial de las tropas del país, que se preste a esta diligencia. Santander y Junio 21 de junio de 1808.  Firmado. Por los Señores individuos, que constan del oficio precedente, y por otros de la Suprema Junta. Rodríguez de la Guerra. Luis del Campo, Secretario.

La primera referencia conocida de una provincia denominada «Santander» se encuentra en el Real Decreto de 25 de septiembre de 1799 e Instrucción de 4 de octubre del mismo año cuando fue creada la Provincia Marítima de Santander, asumiendo esta las competencias en el ramo de rentas que se desgajaban de la Intendencia de Burgos. Tras el levantamiento del general Riego se inicia el llamado Trienio Liberal (1820–1823), reinstaurándose la Constitución de 1812 que ya en su artículo 11 ordenaba hacer una división más conveniente del territorio español por una ley constitucional, luego que las circunstancias políticas de la Nación lo permitan. En enero de 1822 se aprueba una división territorial de España en 52 provincias, siendo una de ellas la Provincia de Santander. Durante la discusión en Cortes de la nueva división provincial de España, la Diputación Provincial de Santander solicitaba a las Cortes Españolas la denominación de Provincia de Cantabria. En el Diario de las Sesiones de las Cortes correspondiente al 3 de octubre de 1821 se da cuenta de esta petición:

Se mandaron tener presentes en la discusión del proyecto de división del territorio español: primero, una instancia de (…); y quinto, de la Diputación Provincial de Santander, en solicitud de que aquella se denomine Provincia de Cantabria.

Entre los diputados a Cortes existía un amplio sector que abogaba por erradicar el entonces llamado provincialismo, y para ello apostaban porque las provincias no fueran denominadas con nombres históricos. Entre ellos, el diputado Ceferino Lagrava, que manifestó el 6 de octubre de 1821 lo siguiente:

Pues para no ofender el pundonor dejemos los nombres antiguos en los documentos históricos y no en los legales. Así me parece se conseguirá, lo primero la mayor sencillez en la nomenclatura; lo segundo, disminuir el descontento que esta división pueda producir, y tercero, evitar mil representaciones y solicitudes como las de Santander, que pide se le ponga el nombre de Provincia de Cantabria y otras por el mismo estilo. Nombradas las Provincias por sus capitales nadie se quejará, a mi modo de entender.

Tras esta solicitud a favor del nombre de Cantabria por parte de la Diputación Provincial, el Ayuntamiento de Santander reaccionó días después solicitando a las Cortes que la provincia se denominara Santander. De esta forma se despejaría cualquier duda respecto a quién era la capital de la provincia ya que entonces Laredo discutía a Santander la capitalidad. Concretamente, el 10 de octubre de 1821 el Ayuntamiento de Santander acordó formar:

una representación a las Cortes pidiendo que a esta provincia se le conserve el nombre de Santander, a pesar de lo que ha representado la Diputación Provincial sobre que se le ponga el de Cantabria, según se ha visto en las sesiones de las Cortes.

Se observa claramente la práctica unanimidad existente, - excepto la solitud de Santander por dar su nombre a la Provincia -, entre los naturales del territorio para dar el dictado de «Cantabria» a la entidad político-administrativa. Aunque en alguna ocasión se ha culpado a la ciudad de Santander de que la provincia no se denominara «Cantabria», lo cierto es que aunque Santander se hubiera posicionado a favor del nombre de Cantabria, la denominación definitiva hubiera sido igualmente la de «Provincia de Santander». Y es que fueron las Cortes quienes acordaron que las provincias fueran tituladas con el nombre de sus respectivas capitales, a excepción de las provincias de Vizcaya, Guipúzcoa, Álava y Navarra que siguieron conservando sus nombres históricos.
Sin embargo, la caída del gobierno liberal y la restauración del absolutismo dio al traste con este proyecto. En 1823 se restablecen las provincias del Antiguo Régimen por lo que el plan de 1822 nunca llegó a entrar en vigor. La delimitación definitiva de los límites territoriales de las provincias españolas fueron fijados por el Real Decreto de 30 de noviembre de 1833 sobre la división civil de territorio español en la Península e islas adyacentes en 49 provincias, en el período llamado Regencia de María Cristina.
El 31 de enero de 1982, fecha de entrada en vigor de la Ley Orgánica 8/1981, de 30 de diciembre, de Estatuto de Autonomía para Cantabria, la Provincia de Santander cambiaba de denominación para llamarse Provincia de Cantabria, además de convertirse en comunidad autónoma de Cantabria. De esta se forma se daba cumplimiento a la disposición final única del Estatuto de Autonomía para Cantabria: "Recogiendo el sentir mayoritariamente ya expresado por la Diputación y Ayuntamientos de la actual provincia de Santander, la promulgación de este Estatuto conllevará automáticamente el cambio de denominación de la provincia de Santander por provincia de Cantabria. El Gobierno dictará las disposiciones oportunas para que en el plazo de un año se haya dado cumplimiento a las consecuencias derivadas de esta disposición final."

## Tres nombres para un mismo territorio: Cantabria, La Montaña y provincia de Santander
A pesar de la denominación oficial de provincia de Santander, los términos «Cantabria/cántabra/cántabro» siguieron siendo empleados de forma reiterada en la provincia, especialmente en ambientes cultos o eruditos. Sin embargo, «La Montaña-montañés-montañesa» eran las denominaciones más populares y cotidianas entre los habitantes de la Provincia. En 1978 el Centro de Estudios Montañeses publicó por encargo del Presidente de la Diputación Provincial de Santander un documento llamado Antecedentes históricos y culturales de la Provincia de Santander como Región. El primer apartado titulado El nombre de Cantabria finalizaba de la siguiente manera:

El auge registrado por tales términos de resonancia ancestral a lo largo del siglo XVIII y todo el XIX, continuó pujante durante el XX, adquiriendo un carácter político claramente regionalista hasta 1936. Como consecuencia de la guerra civil y marginación subsiguiente de estas tendencias se utilizó menos el nombre de Cantabria, que a nivel oficial quedó relegado a las federaciones deportivas, en las que sigue figurando Cantabria no como provincia, sino como región.

Entre las conclusiones finales a dicho informe, el Centro de Estudios Montañeses sentenciaba:

1.-Cantabria constituyó durante más de mil años una entidad étnica y geográfica claramente definida y reconocida con este nombre. 2.- Dicha entidad peculiar ha mantenido sus rasgos diferenciales hasta nuestros días durante el siguiente milenio, aunque se le haya denominado de maneras diversas, entre las que nunca ha faltado el viejo nombre de Cantabria.

Dentro de la provincia de Santander existía una total coexistencia en la utilización de los términos «Cantabria-La Montaña», «cántabra-montañesa» y «cántabro-montañés». Esto se observa no sólo en los documentos escritos de aquella época sino también en la rotulación de diferentes instituciones mercantiles, periodísticas, deportivas, culturales, políticas, populares, etc. En el caso de los periódicos, publicaciones, semanarios o revistas editadas dentro de la provincia, las diferentes cabeceras llevaron indistintamente una u otra denominación. La siguiente lista de cabeceras editoriales cántabras no es exhaustiva:
El Montañés (1813. Santander), Semanario Cántabro (1820. Santander), El Cántabro. Boletín de Santander (1836. Santander), El Vigilante Cántabro (1839. Santander), El Despertador Montañés (1848. Santander), La Abeja Montañesa (1856. Santander), El Eco de Cantabria (1861. Santander), El Cántabro (1869. Santander), La Voz Montañesa (1872. Santander), Revista Cántabro-Asturiana (1877. Santander), El Eco de La Montaña (1878. Santander), El Cántabro (1880. Torrelavega), La Montaña (1881. Torrelavega), El Correo de Cantabria (1882. Santander), El Magisterio Montañés (1886. Santander), La Montaña (1889. Torrelavega), La Región Cántabra (1893. Santander), La Voz Cántabra (1897. Santander), El Diario Montañés (1902. Santander), Cantabria. Revista Quincenal Ilustrada (1903. Santander), El Heraldo Montañés (1904. Torrelavega), El Cántabro (1904. Santander), La Montaña (1904. Reinosa), El Ideal Cántabro (1905. Santander), Cantabria. Semanario Regional (1907. Reinosa), La Región Cántabra (1907. Santander), Revista Cántabra (1908. Santander), Nueva Cantabria (1909. Reinosa), Luz Cántabra (1911. Ampuero), El Liberal Montañés (1912. Torrelavega), Hidalguía Cántabra (1913. Torrelavega), El Eco Montañés (1914. Ampuero), El Oriente Montañés (1913. Ramales de la Victoria), El Pueblo Cántabro (1914. Santander), Sport Montañés (1916. Santander), Noticiero Montañés (1918. Santander), Cantabria. Revista Semanal Ilustrada (Santander. 1921), El Magisterio Cántabro (1921. Santander), La Voz de Cantabria (1927. Santander), El Practicante Cántabro (1930. Santander), Cantabria Deportiva (1935. Santander), etc. En La Habana y México fue editada por la colonia cántabra la revista La Montaña (1915, 1946, respectivamente). En Cádiz, Buenos Aires y Madrid la emigración montañesa publicó la revista Cantabria (1913, 1929 y 1963, respectivamente).

## Identidad colectiva de sus habitantes
Respecto a la identidad colectiva de los habitantes de esta provincia, los naturales se consideraban montañeses o cántabros. Sirvan de ejemplo las siguientes frases:

Mudarse por mejorarse, decían nuestros padres -por mejorar muda el mísero emigrado, aún a trueco de exponerse a la muerte. Grande debe ser su desventura, cuando así abandona tierra, familia y hogar, y quién tal hace, se llama escalduna, cántabro, asturiano o gallego; esto es, hijo de los pueblos más amantes de su adorada tierra que Europa alienta el seno.
 Fernando Fulgosio. Crónica de la provincia de Guipúzcoa. 1868.

Hoy, nosotros, los hijos de estas costas y montañas, nos sentimos, somos y no queremos dejar de ser cántabros, teniéndolo que reconocer todas cuantas espontáneas organizaciones han surgido o se nos ha suscitado desde fuera, desde la manifestaciones deportivas hasta las esferas del seguro social, dentro del Instituto Nacional de Previsión.
Santiago Fuentes Pila. En el periódico "El Pueblo Cántabro". 27 de octubre de 1923.

Dijo que una cosa era la región socialmente entendida y otra el estado político regional. Afirmó que en Cantabria existe una conciencia de personalidad colectiva, por lo que todos nos proclamamos cántabros, y sólo cántabros, nunca castellanos.
 Impresiones recogidas en El Diario Montañés del 11 de noviembre de 1923 relativas a la intervención de Santiago Fuentes Pila el día anterior en el Ateneo de Santander.

Cantabria es una real y actual región. Definida por su alma colectiva que trasciende a la actividad de régimen social, a sus costumbres y a su arte, engendrando en sus hijos la conciencia de su propia y distinta personalidad. (...)Esta región debe comprender, bien sólo a nuestra actual provincia o, a lo sumo, algún agregado de tierra de índole semejante, y que esta región debe denominarse no de Santander, por arbitraria, no de la Montaña, que es su denominación antonomástica, sino de Cantabria, que es su título de tradicional abolengo.
Santiago Fuentes Pila. Palabras pronunciadas en el Ateneo de Santander el 10 de noviembre de 1923.

Los nacidos en nuestra provincia nos sentimos montañeses o cántabros.
Adriano García Lomas y Jesús Cancio. Del Solar y de la Raza. Tomo II. 1931

La realidad es que los habitantes de la provincia suelen llamarse o decirse montañeses, singularmente si son de la capital o de los partidos judiciales próximos a ella, por ejemplo Torrelavega y algunos más. (...)Nos solemos dar los de esta provincia el nombre de cántabros cuando queremos ensalzar nuestra fortaleza, reciedumbre y valor, y ciertamente el nombre de Cantabria no ha desaparecido nunca para nuestra provincia, conocida generalmente por Cantabria o por la Montaña.(...)Pero, aunque acendradamente el apelativo de montañeses y el nombre de la Montaña están generalizados, ambos tienen el inconveniente de ser genéricos y, además, de no ser admitidos por toda la provincia. Esto es curioso. Los habitantes de las partes altas de la provincia llaman montañeses a los de la partes bajas, cuando montañeses por vivir en lo alto son ellos. Al llegar a los valles de Saja, de Liébana o de Campoo, yendo de Santander, se le recibe a uno con la pregunta: "¿Qué tal por la Montaña?".(...)
Pedro Escalante Huidobro. Presidente de la Diputación Provincial de Santander. De un discurso pronunciado en el Palacio de la Diputación Provincial el día 23 de marzo de 1964.

Resulta muy raro que nos llamen santanderinos y casi siempre nos denominemos montañeses, por no decirnos cántabros.
Revista CANTABRIA. Publicación del Hogar Montañés de Madrid. Enero de 1964. Del artículo "¿Cantabria?.¡Sí!" escrito por Bernardino Juárez Toyos relativo a la cuestión del cambio de nombre de Provincia de Santander por el de Provincia de Cantabria.

Si bien no comprende toda la provincia, la tierra de la «Montaña», en el uso peculiar de tal palabra en Castilla La Vieja, es uno de los marcos provinciales mejor determinados. «Montaña de Burgos» y «Asturias de Santillana» son expresiones históricas y geográficas de noble sonoridad y de viejo arraigo. Pero bajo él pervive una más antigua y expresiva denominación: Cantabria.
Ramón Otero Pedrayo. Geografía de España. Tomo I. Barcelona. Instituto Gallarch. 1955. páginas 241-242.

El nombre con el que se conoce a Cantabria fuera de la región, La Montaña, es utilizado por los habitantes de los valles del interior para referirse a la parte más baja de la región, la más cercana al mar, también conocida como la marina o la marisma.
Ana María Rivas Rivas. Antropología social de Cantabria. 1991.

## Desconocimiento de «Cantabria» fuera de la provincia de Santander
Aunque en La Montaña se empleaba el nombre de Cantabria, fuera de ella muy pocos eran los que sabían asociar el término Cantabria con la Provincia de Santander. Como ejemplo, cabe destacar la frase pronunciada por el erudito cántabro Marcelino Menéndez Pelayo durante la inauguración del monumento a José María de Pereda en Santander el 23 de enero de 1911, cuando, además de ensalzar al escritor montañés, habló del desconocimiento que se tenía del concepto de Cantabria fuera de la propia provincia, afirmando que los parajes descritos en las novelas de José María de Pereda "sonaron en lenguas de gentes para quienes era peregrino hasta el nombre de Cantabria."
Por otro lado, y cómo otra muestra de lo exótico del nombre de Cantabria entre los foráneos, es significativo lo que se decía a los veraneantes en la «Guía del Forastero en la Capital de la Montaña. Regalo del comercio de Santander a los forasteros. Verano de 1908.»:

Nombre es el de Cantabria que no puede ser extraño a los oídos de ningún español que haya ojeado, siquiera de pasada, el libro de la patria Historia.

## Intento frustrado de sustituir el nombre por el de «provincia de Cantabria» en 1963
El 10 de enero de 1963 la Diputación Provincial de Santander acordó en sesión plenaria iniciar los trámites para que "la provincia actualmente llamada de Santander se denomine en lo sucesivo de Cantabria, siendo su capital nuestra querida ciudad de Santander". La moción fue enviada a los 102 ayuntamientos de la provincia, siendo 99 de ellos los que aceptaron el cambio de nombre, casi todos por unanimidad de sus concejales. Únicamente tres votaron en contra: Santander (10 concejales en contra y seis a favor), Valdeprado del Río y Peñarrubia. En la prensa regional se publicaron numerosos artículos y entrevistas a personajes relevantes de Cantabria, siendo favorables casi todas las opiniones al cambio de denominación. También fue apoyado por el Consejo Provincial del Movimiento Nacional (excepto la abstención del alcalde de Santander), y por la Hermandad de Alféreces Provisionales de la Provincia de Santander que acordó por unanimidad denominarse en un futuro Hermandad de Alféreces Provisionales de la Provincia de Cantabria.
Uno de los críticos de la polémica citada fue José Simón Cabarga, cronista oficial de la ciudad de Santander, mostrándose totalmente disconforme al cambio de nombre. En un artículo publicado en el periódico santanderino Alerta correspondiente al 11 de abril de 1963 y bajo el título de "Un nombre para una provincia", a pesar de preferir seguir con el nombre de Santander, afirmó que: "Cantabria, en efecto, es un nombre metido en los entresijos de quienes han venido usándolo cómo símbolo racial". Líneas más adelante decía que "Si Provincia de Santander se llama, a lo que hemos visto, desde hace 160 años, no es menos cierto que ha permanecido en latencia el nombre de Cantabria, de fuerte vigencia como símbolo de raza."
El 23 de marzo de 1964, Pedro Escalante y Huidobro, Presidente de la Diputación Provincial de Santander, dio a conocer al pleno de ésta el resultado de los votos de los ayuntamientos y, entre otras consideraciones sobre el cambio de nombre, aducía las siguientes:

La Diputación Provincial de Santander, al haber planteado la reivindicación del nombre de Cantabria para esta provincia, no ha hecho otra cosa que tratar de dar estado preciso a algo que de una u otra forma ha ido permaneciendo a través de los siglos en nuestra historia y entre nuestros antepasados.(...)

Procede preguntarnos si proponiendo el cambio de nombre por motivaciones históricas, geográficas y políticas, siendo una decisión correcta puesto que la pide la práctica totalidad de los municipios de la provincia, sería popular. A este respecto puede decirse que el uso de la denominación de Santander para la provincia o de santanderinos para sus habitantes, es más bien oficial.(...)La decisión administrativa que dio el nombre de Santander a nuestra provincia en 1833, hace poco más de un siglo, todavía no ha calado en las generaciones de "santanderinos" de la provincia que, o nunca estuvieron convencidos de las razones o del acierto histórico de que llamaran Santander a nuestra provincia o, sin haber averiguado esas razones, las dieron por inoperantes a efectos prácticos y prefirieron continuar usando otros nombres para ellos mismos. La realidad es que los habitantes de la provincia suelen llamarse o decirse montañeses, singularmente si son de la capital o de los partidos judiciales próximos a ella, por ejemplo Torrelavega y algunos más. Es uso provincial también que cada cuál se llame según la comarca de su procedencia: lebaniegos, campurrianos, castreños, pasiegos, cabuérnigos.(...)
Para nada padecería, en términos generales, la conciencia popular si la provincia dejara de llamarse Santander. Nos solemos dar los de esta provincia el nombre de cántabros cuando queremos ensalzar nuestra fortaleza, reciedumbre y valor, y ciertamente el nombre de Cantabria no ha desaparecido nunca para nuestra provincia, conocida generalmente por Cantabria o por la Montaña.(...)
El nombre de la Montaña tiene por los naturales de nuestra provincia un valor entrañable y cariñoso, y al decirnos los "montañeses" nos referimos más que a las montañas a la raíz lugareña y al campo y al solar dónde nacimos.(...)Pero, aunque acendradamente el apelativo de montañeses y el nombre de la Montaña están generalizados, ambos tienen el inconveniente de ser genéricos y, además, de no ser admitidos por toda la provincia. Esto es curioso. Los habitantes de las partes altas  de la provincia llaman montañeses a los de la partes bajas, cuando montañeses por vivir en lo alto son ellos. Al llegar a los valles de Saja, de Liébana o de Campoo, yendo de Santander, se le recibe a uno con la pregunta: "¿Qué tal por la Montaña?".(...)
Es notorio que nuestro pueblo busca la denominación de Cantabria cuando quiere expresar lo alegre, lo vibrante, lo decidido. De ahí que sea unánime la utilización del nombre de Cantabria para clubs deportivos, Federaciones y acciones juveniles. Es decir, esa parte de los buenos de nuestro pueblo, cual es la juventud deportiva, tiene el nombre de Cantabria siempre en sus ideas y en sus corazones, y guarda para ella sugerencias de victorias y de impulsos nobles y esforzados. No hay porque dudar de que el pueblo de la Montaña recibiría bien que la provincia se denominase Cantabria y seguramente la expresión de los "montañeses de Cantabria" llenaría plenamente a todos los que no queremos renunciar ni a que nuestra tierra se llame Cantabria ni a que a nosotros podamos seguir llamándonos montañeses, ni, en fin, que a los que hemos tenido la suerte de nacer en Santander se nos reserve el nombre de santanderinos.(...)

Se quiere con el respaldo de lo que, a pesar del tiempo y de los movimientos demográficos, nunca ha estado ausente de las conversaciones ni del dicho de cada día, ni de la prensa, en la que el nombre de Cantabria se escribe todos los días, ni de las mentes cultivadas, ni de muchos que por sus ocupaciones no son inoperantes en el mundo de la práctico. Ellos, sin ser doctos de profesión, ni entusiastas sólo de las cosas antiguas, ni deportistas, emplean y designan numerosos negocios mercantiles e industriales y las más múltiples actividades con el nombre de Cantabria.

## Antecedentes
Este espacio provincial se asentó sobre la mayor parte de la tierra de Cantabria, nombre este que jamás dejó de emplearse para referirse a este territorio entre 1833 y 1982, en que la provincia de Santander pasó a ser la comunidad autónoma de Cantabria. La mayoría de este territorio, concretamente toda Cantabria a excepción del Campoo cántabro, formó parte de la provincia de Burgos desde su reconquista hasta el siglo XVII. Hasta mediados del siglo XVI ese territorio fue parte de Burgos, pero posteriormente se segregó y se convirtió en la provincia de Cantabria. El Campoo cántabro (la comarca de Reinosa) formaba a su vez parte de la antigua provincia de Toro (luego Palencia) hasta que en 1833 pasó a Santander, que a su vez perdió las tierras de Peñamellera y Ribadedeva, desde entonces parte de Oviedo.
Su origen por tanto se encuentra en la provincia de Cantabria constituida en el año 1778.

 A causa de la competencia de Laredo, el Ayuntamiento de Santander, que al comienzo había aceptado la titulación de Cantabria para la provincia, reaccionó después imponiendo que se la denominará con su nombre para que no hubiese duda alguna de cual era su capital. Cuando en 1821 la Diputación Provincial de Santander presentó en las Cortes constitucionales su proyecto definitivo sobre la fijación de los límites de la provincia y de los partidos judiciales, proponiendo la denominación de provincia de Cantabria, el Ayuntamiento de Santander replicó imponiendo "que a esta provincia se le conserve el nombre de Santander".
La división territorial de España de 1833 estableció sus definitivos límites territoriales al excluir de la provincia los valles de Ribadedeva, Peñamellera Alta y Peñamellera Baja que pasaron a la provincia de Oviedo. Desde estos valles se realizaron gestiones con las autoridades provinciales de Cantabria y se envió una súplica al Gobernador Civil de Santander ante las Cortes solicitando que dichos valles "vuelvan a ser de la Provincia de Santander a dónde han pertenecido desde tiempo inmemorial", petición que fue denegada.
A la provincia de Burgos se agregaron los municipios de Hoz de Arreba, Valdebezana, Zamanzas, Alfoz de Bricia y Alfoz de Santa Gadea, aun cuando estos valles replicaron su deseo de formar parte de Santander; en un documento de 1838 conservado en el Archivo Histórico de Cantabria dicen textualmente "que no desean pertenecer a Burgos", que "son territorio montañés", que "a la Provincia de Santander desean pertenecer por ser montañeses" y que sus hijos forman parte del "Batallón Cántabro". La antigua Provincia de Santander entró en la región de Castilla la Vieja de donde se había disgregado en el siglo XVI.
En el año 1963 el Presidente de la Diputación Provincial, Pedro Escalante y Huidobro, propone recuperar el nombre de Cantabria para la provincia de Santander, de acuerdo con un erudito informe redactado por el cronista Tomás Maza Solano. A pesar de las gestiones realizadas y del voto afirmativo de los ayuntamientos, la petición no prosperó, sobre todo por la oposición de nuevo del Ayuntamiento de Santander.
A finales de la década de 1970 pasó a formar, formalmente, parte del Ente Preautonómico de Castilla y León y ya con la entrada en vigor de su Estatuto de Autonomía, el 11 de enero de 1982, se convierte en comunidad autónoma uniprovincial, adoptando el nombre histórico de Cantabria tanto la comunidad autónoma como su única provincia.